# Canadian Championship 2010
Il Canadian Championship 2010 (noto per ragioni di sponsorizzazione come 2010 Nutrilite Canadian Championship in inglese e Championnat Canadien Nutrilite 2010 in francese) è stato la terza edizione del Canadian Championship.
Si è svolto tra aprile e giugno del 2010 ed è stato vinto dal Toronto. Grazie a questo successo la squadra di Toronto ha ottenuto anche la qualificazione alla CONCACAF Champions League 2010-2011 come rappresentante del Canada.

## Risultati
| Arbitro: | P. Ward |

|                        |           |  |
| Harden 12’ Barrett 61’ | Marcatori |  |

| Arbitro: | G. Gamble |

|                  |           |           |
| Haber 81’ (rig.) | Marcatori | 31’ Byers |

| Arbitro: | D. Gantar |

|  |           |                |
|  | Marcatori | 73’ De Rosario |

| Burnaby 19 maggio 2010, ore 19:30 UTC-8 | Vancouver Whitecaps | 0 – 0 referto | Toronto FC | Swangard Stadium (4.928 spett.)\| Arbitro: \| S. Depiero \| |
| Arbitro:                                | S. Depiero          |               |            |                                                             |

| Arbitro: | S. Petrescu |

|           |           |           |
| Billy 62’ | Marcatori | 50’ Toure |

| Toronto 2 giugno 2010, ore 20:00 UTC-5 | Toronto FC | 0 – 0 referto | Vancouver Whitecaps | BMO Field (15.176 spett.)\| Arbitro: \| G. Gamble \| |
| Arbitro:                               | G. Gamble  |               |                     |                                                      |

## Classifica
| Pos. | Squadra             | Pt | G | V | N | P | GF | GS | DR |
| ---- | ------------------- | -- | - | - | - | - | -- | -- | -- |
| 1.   | Toronto FC          | 8  | 4 | 2 | 2 | 0 | 3  | 0  | +3 |
| 2.   | Vancouver Whitecaps | 4  | 4 | 0 | 4 | 0 | 2  | 2  | 0  |
| 3.   | Montréal Impact     | 2  | 4 | 0 | 2 | 2 | 2  | 5  | -3 |

## Classifica marcatori
| Gol |  |  | Giocatore         | Squadra             |
| --- |  |  | ----------------- | ------------------- |
| 1   |  |  | Chad Barrett      | Toronto FC          |
| 1   |  |  | Philippe Billy    | Montréal Impact     |
| 1   |  |  | Peter Byers       | Montréal Impact     |
| 1   |  |  | Dwayne De Rosario | Toronto FC          |
| 1   |  |  | Marcus Haber      | Vancouver Whitecaps |
| 1   |  |  | Ty Harden         | Toronto FC          |
| 1   |  |  | Ansu Toure        | Vancouver Whitecaps |